# Хелль, Рудольф
Рудольф Хелль (нем. Rudolf Hell; 19 декабря 1901, Эгмюль — 11 марта 2002, Киль) — немецкий изобретатель, автор (1925; патент получен в 1929) «самописца Хелля» (нем. Hellschreiber) — раннего предшественника современных факсовых аппаратов.

## Биография
Родился в деревне Эггмюль (под Регенсбургом) в семье начальника железнодорожной станции. С 1919 по 1923 годы изучал электротехнику (особенно беспроводную телеграфию) в Мюнхенском техническом колледже, а по окончании последнего до весны 1929 года работал там же ассистентом у профессора Макса Дикмана, вместе с которым он обслуживал телевизионную станцию на выставке транспортных средств (Мюнхен, 1925). В том же 1925 году был изобретён «самописец Хелля»; практически одновременно с получением (4 года спустя) патента на него Хелль основал в Бабельсберге компанию Hell AG. После Второй мировой войны предприятие Хелла было полностью перевезено в СССР, и в 1947 году он был вынужден начать всё сначала — уже в Киле. Возобновив свои разработки в области телевидения, Хелл создал в 1947 году свой первый телеприёмник.
1950-е и 1960-е годы были посвящены изобретению и производству машин для изготовления форм высокой печати и электронного контроля качества этих форм, а также сканеров и оборудования для допечатной подготовки. В 1971 году Хелль создал первый компактный факсимильный аппарат, пригодный для установки в офисе.

## Награды
- Крест кавалера ордена ФРГ «За заслуги» II степени
- Кольцо Почёта Эдуарда Рейна (1992)

## Память
К 100-летию Рудольфа Хелля (ещё при его жизни) власти Киля официально переименовали улицу города Siemenswall в Dr.-Hell-Strasse.